# H.F. Hartogh Heys van Zouteveen

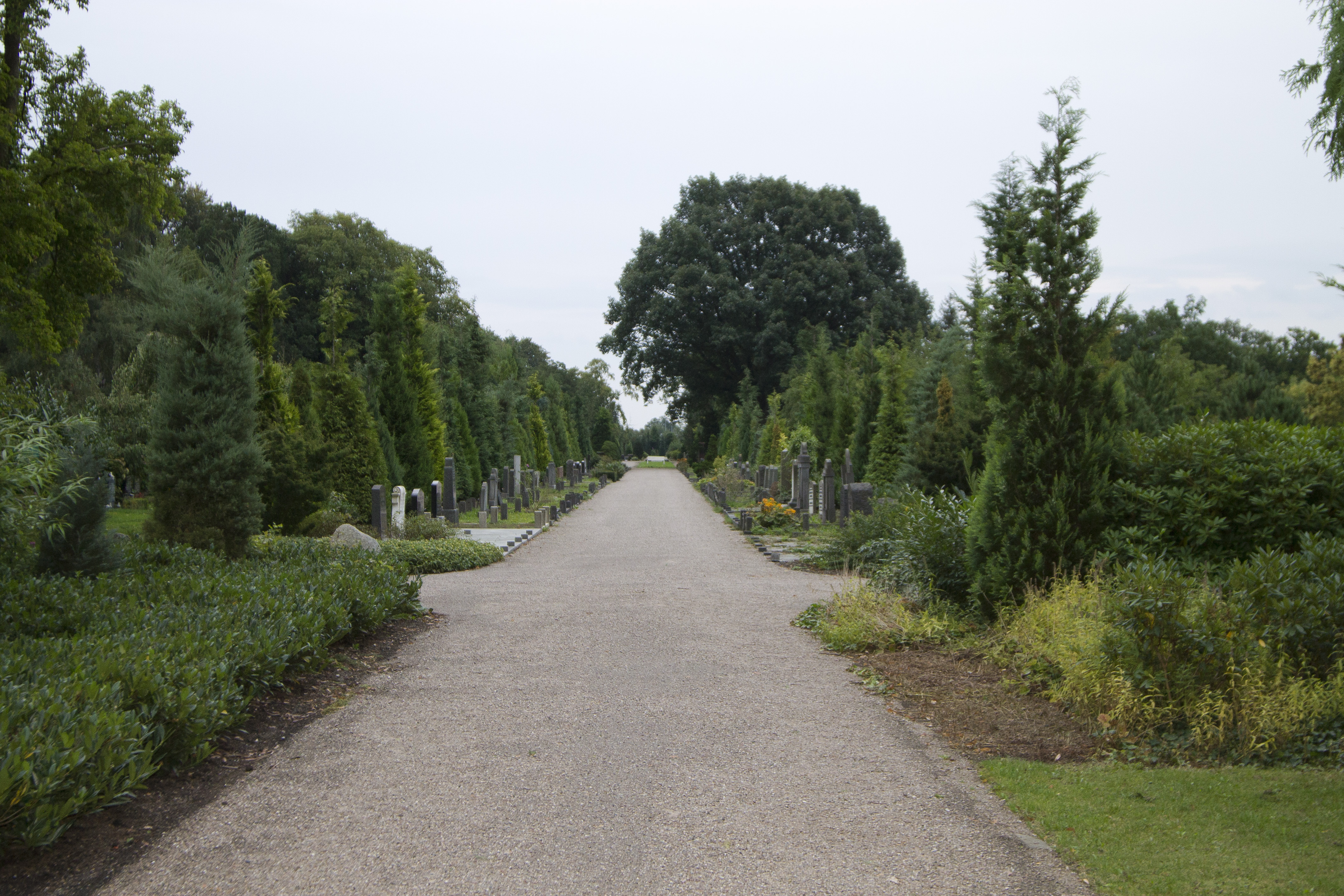
Algemene Oosterbegraafplaats Enschede

Hendrik François Hartogh Heijs van Zouteveen (Delft, 13 juli 1870 - Wageningen, 23 maart 1943) was een Nederlands tuin- en landschapsarchitect. Hij was een zoon van wetenschapper en publicist Hermanus Hartogh Heijs.
Hartogh Heys was van 1900 tot 1935 docent in Wageningen, eerst als leraar aan de Rijkslandbouwschool, die in 1918 Landbouwhogeschool werd (thans Wageningen University & Research (WUR). Van 1918 tot 1935 was Hartog Heys lector
aan de Landbouwhogeschool. In 1939 werd hij als lector opgevolgd door Jan Bijhouwer.
Tot zijn ontwerpen als landschapsarchitect behoren:
- Begraafplaats Soesterkwartier in Amersfoort,
- Algemene Oosterbegraafplaats in Enschede.